# Виноградное (Запорожская область)
Виноградное (укр. Виноградне) — село,
Молочанская городская община,
Пологовский район,
Запорожская область,
Украина.
Код КОАТУУ — 2325280501. Население по переписи 2001 года составляло 410 человек.
Является административным центром Виноградненского сельского совета, в который, кроме того, входит село
Благодатное.

## Географическое положение
Село Виноградное находится на правом берегу реки Молочная,
ниже по течению на расстоянии в 2,5 км расположено село Благодатное,
выше по течению на расстоянии в 0,5 км и
на противоположном берегу — город Молочанск.
Река в этом месте извилистая, образует лиманы и старицы.

## История
- Лютеранское село Альт-Нассау (Alt-Nassau) основано в 1804 году 60-ю семьями переселенцев из Польской Пруссии (выходцы из провинции Нассау-Узинген)[2].
- В 1945 году переименовано в село Виноградное[3].

## Экономика
- «Мирный», сельскохозяйственный производственный кооператив.

## Объекты социальной сферы
- Школа I—II ст.
- Дом культуры.